# Märjamaa (plaats)
Märjamaa (Duits: Merjama) is een plaats in de Estlandse gemeente Märjamaa, provincie Raplamaa. Märjamaa heeft de status van kleine stad (Estisch: alev). Märjamaa is de hoofdplaats van de gemeente. In de jaren 1993-2002 was ze als alevvald een afzonderlijke gemeente.

## Bevolking
De ontwikkeling van de bevolking blijkt uit het volgende staatje:
| Jaar            | 2000 | 2011 | 2021 |
| --------------- | ---- | ---- | ---- |
| Aantal inwoners | 3343 | 2821 | 2617 |

## Ligging
Märjamaa ligt aan de hoofdweg Põhimaantee 4. De secundaire wegen Tugimaantee 28 en Tugimaantee 29 beginnen bij Märjamaa.

## Geschiedenis
Märjamaa heeft een aan Maria gewijde kerk (Maarja kirik), die uit de eerste helft van de 14de eeuw dateert en als weerkerk de sterkste van West-Estland was. De kerk werd in de Lijflandse Oorlog (1574) en in de Tweede Wereldoorlog (1941) zwaar beschadigd. De 19de-eeuwse torenspits, die in de naoorlogse decennia ontbrak, werd in 1990 teruggeplaatst. Rondom de kerk vormde zich een kern, die in de tweede helft van de 19e eeuw begon te groeien.
De toegangspoort tot het kerkhof is gebouwd in 1932 en gerestaureerd in 1989. Links en rechts van de ingang is een gedenkplaat aangebracht met de namen van de gevallenen in de Eerste Wereldoorlog en de Estische Onafhankelijkheidsoorlog.
De parochie van Märjamaa omvatte 22 landgoederen en daarmee een groot deel van de huidige provincie Raplamaa. Tijdens de Revolutie van 1905 werden de meeste landhuizen in de parochie in brand gestoken. 135 opstandelingen stonden in 1906 terecht voor een militair tribunaal; elf van hen werden ter dood veroordeeld.
In 1892 kreeg Märjamaa een Russisch-Orthodoxe kerk, de Kerk van de Ontslapenis van de Moeder Gods. De kerk was in gebruik tot in de jaren zestig van de 20e eeuw en raakte daarna in verval.
In de jaren 1931-1968 bestond er een smalspoorlijn van Rapla naar Virtsu. Märjamaa had een station aan deze lijn; het stationsgebouw bestaat nog.
In juli 1941 was Märjamaa het toneel van zware gevechten tussen de Duitse invasietroepen en het Rode Leger. De plaats liep daarbij veel schade op.
Märjamaa kreeg in 1945 de status van alev (kleine stad).

## Geboren in Märjamaa
- Arvo Valton (1935-2024), Estisch schrijver

## Foto's

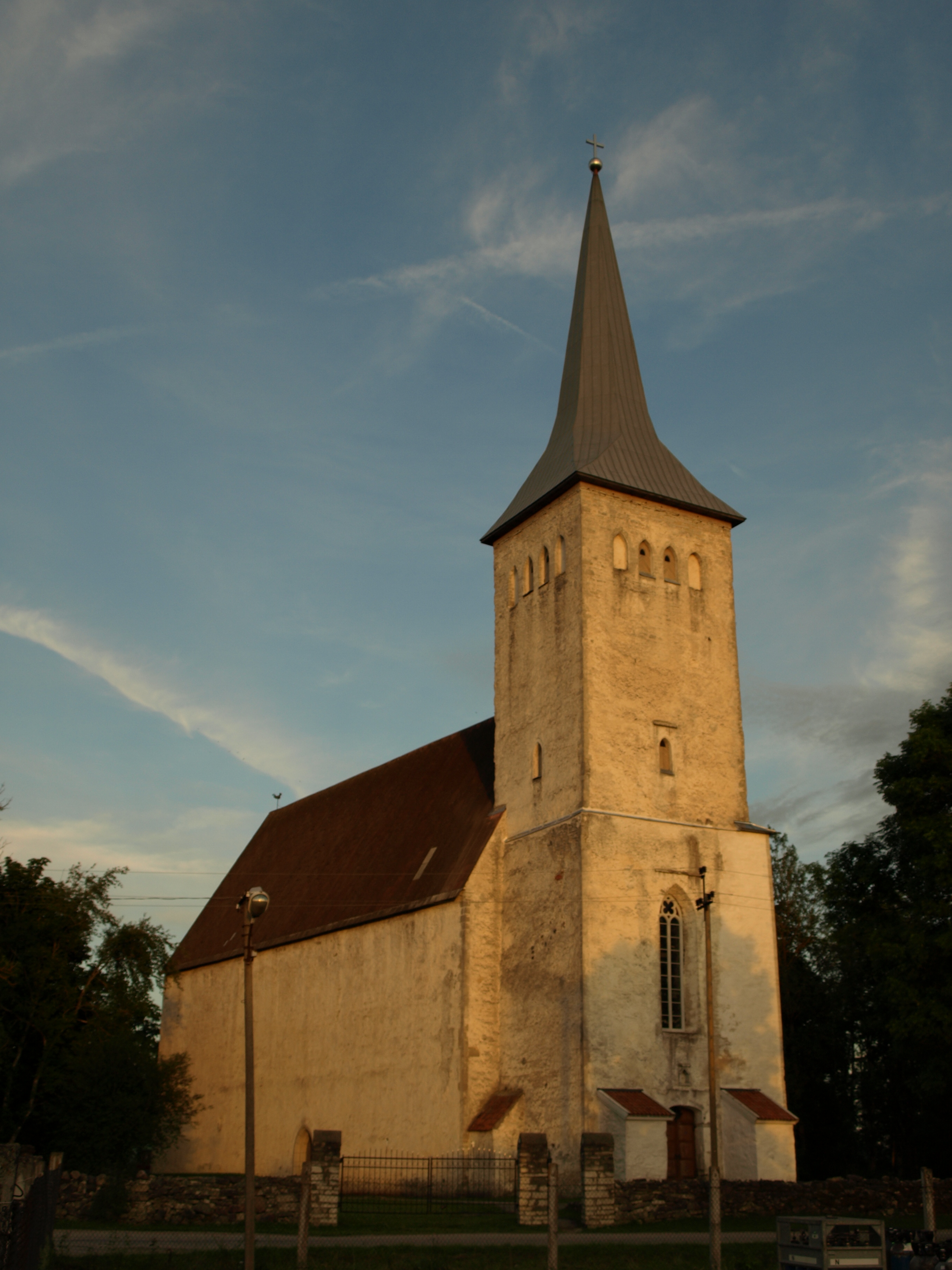
Mariakerk
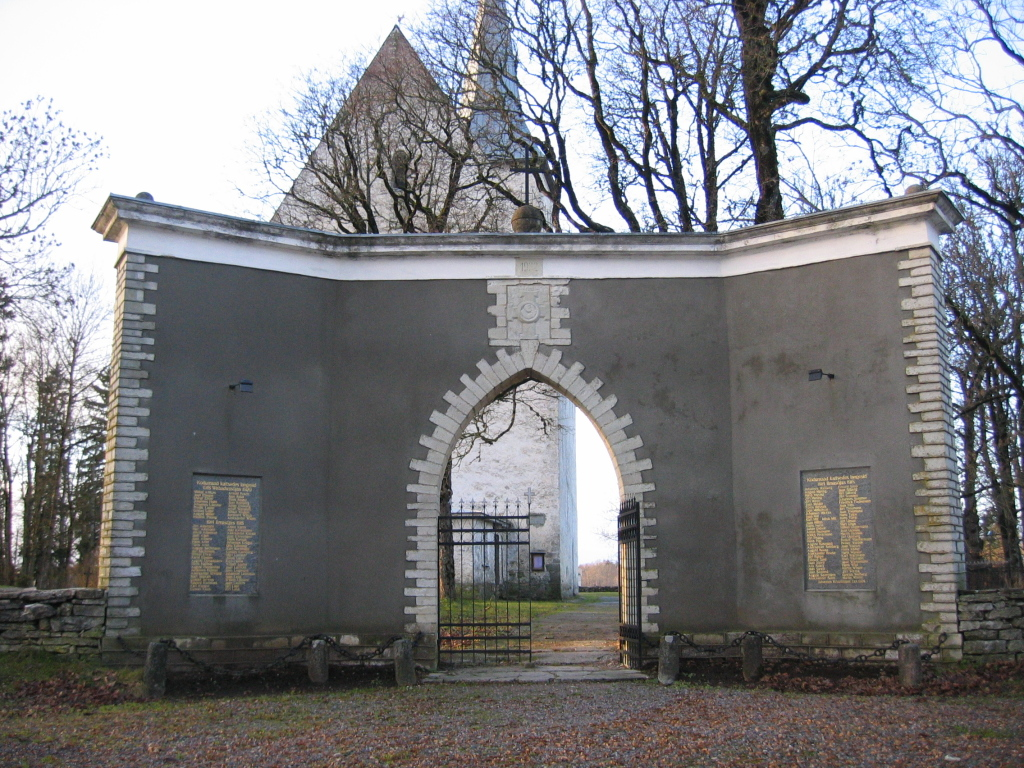
Toegangspoort
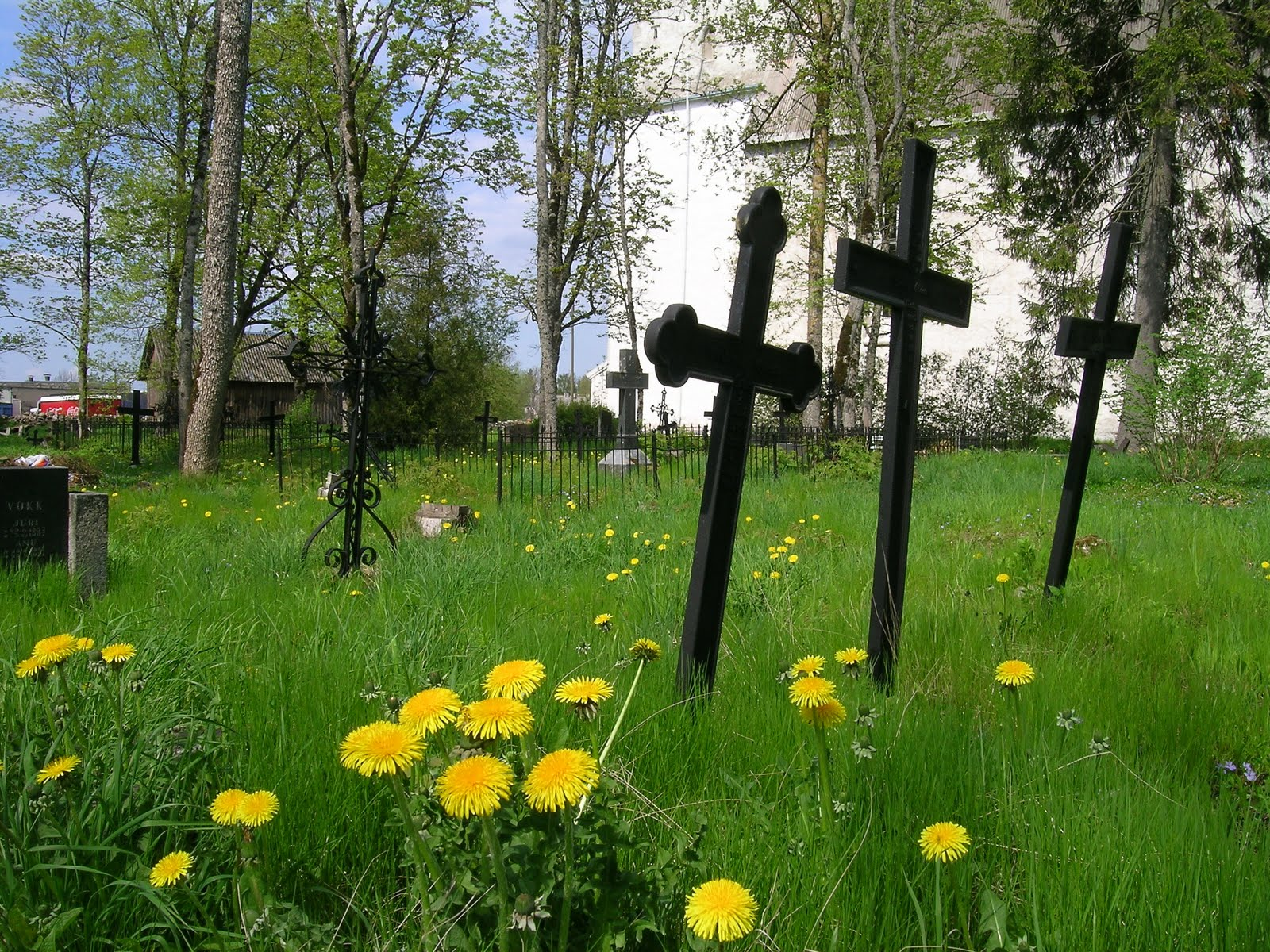
Kerkhof
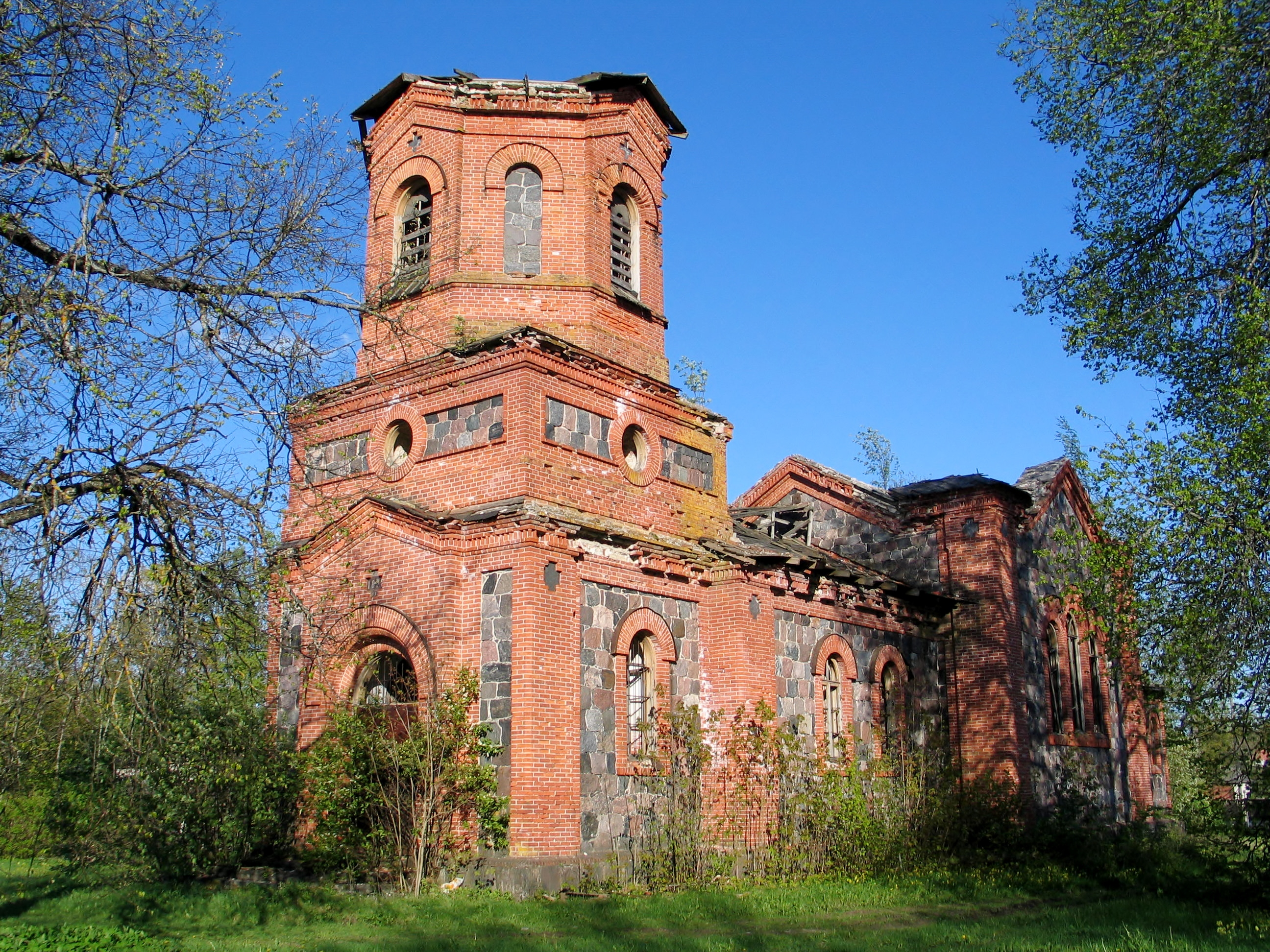
Ruïne van de orthodoxe kerk
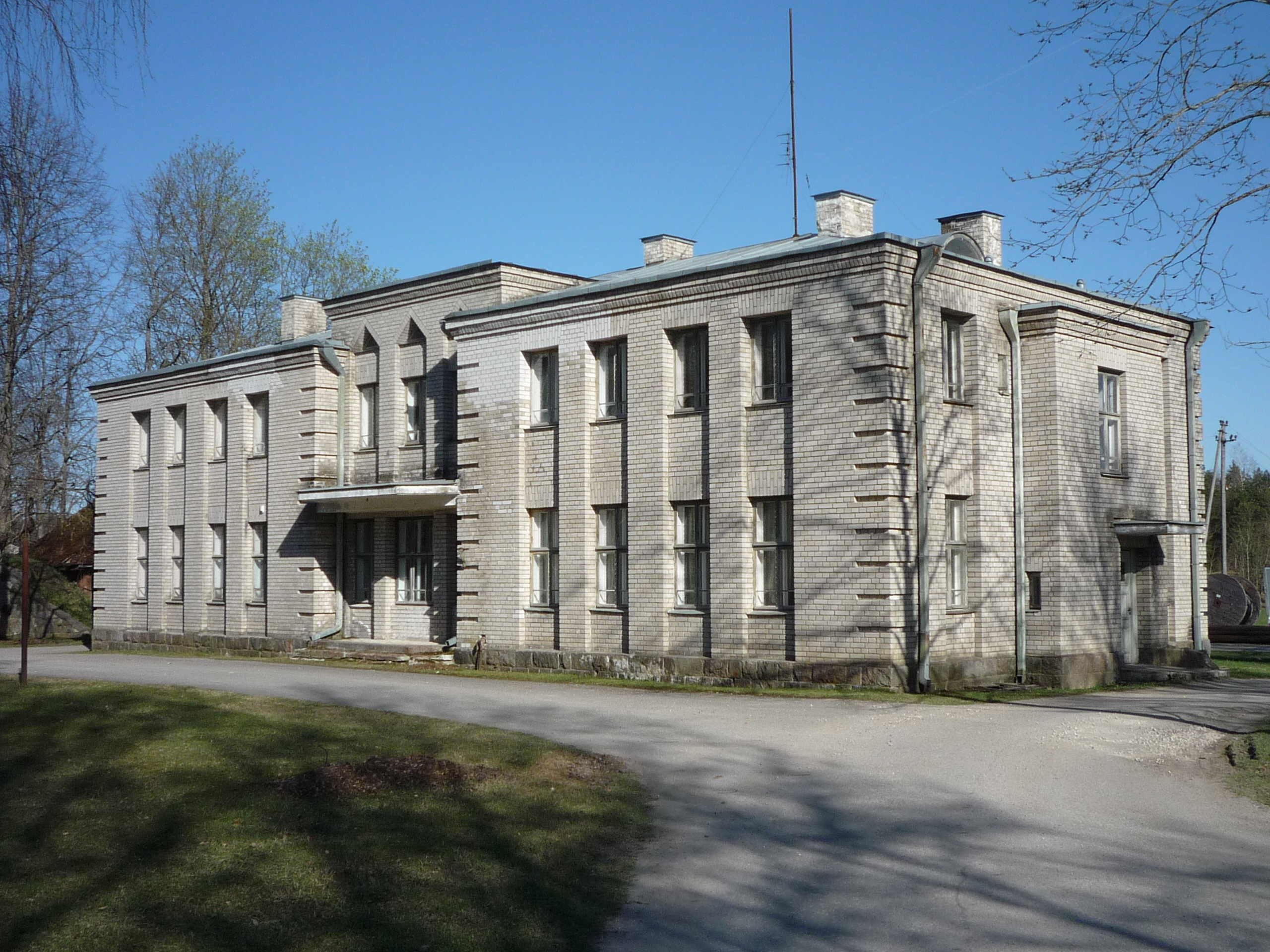
Het vroegere station
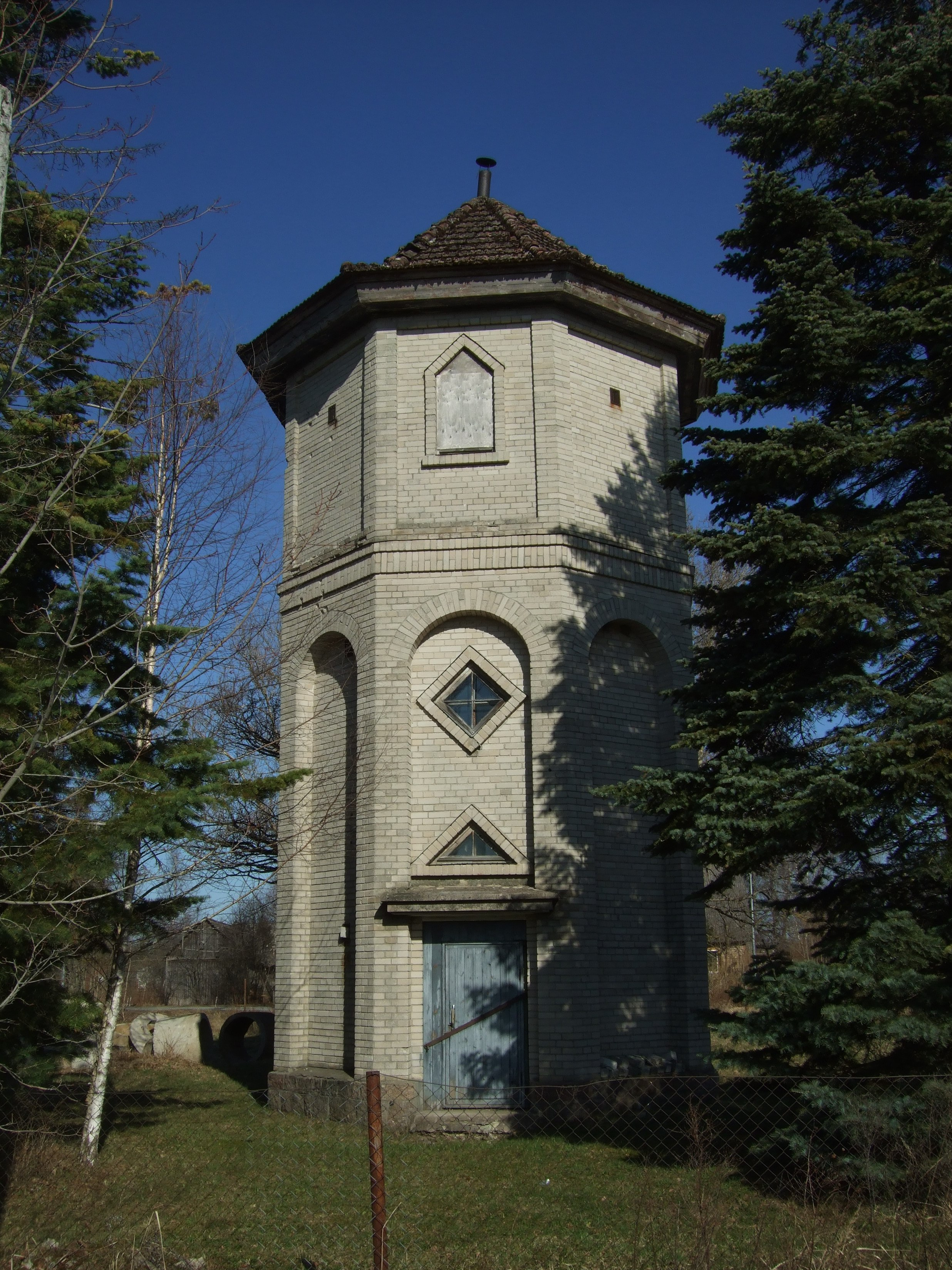
Watertoren bij het station